# Liste der Werke der Sammlung Hildebrand Gurlitt
Liste der veröffentlichten, möglicherweise restitutionsbelasteten  Sammlungsbestandteile der Sammlung Hildebrand Gurlitt nach Bekanntwerden des Schwabinger Kunstfundes im November 2013. Die Liste soll die weiteren Veröffentlichungen der Koordinierungsstelle für Kulturgutverluste nachzeichnen und mit Wikipediainhalten verlinken.

## Liste (Künstler nach Alphabet)
| Künstler                  | Name                                                                                 | CCP Wiesbaden No.                       | Ausstellungen 1950–2012                                      | 2012/2013 Lost Art                | Abbildung |
| ------------------------- | ------------------------------------------------------------------------------------ | --------------------------------------- | ------------------------------------------------------------ | --------------------------------- | --------- |
| Max Beckmann              | Gemälde aus Zandvoort                                                                |                                         | USA 1956: Nr. 13 (Zandvoort)                                 | Staatsanwaltschaft Augsburg (StA) |           |
| Adolphe-Félix Cals        | Bateau sur la grève, Honfleur                                                        |                                         |                                                              | Lost Art 522269                   |           |
| Antonio Canaletto         | „Sa. Giustina in Prà della Vale“ in Padua                                            |                                         |                                                              | StA und Lost Art                  |           |
| Marc Chagall              | Allegorische Szene                                                                   | 2004/4                                  |                                                              | StA und Lost Art                  | (Abb.)    |
| Hans Christoph            | Paar                                                                                 |                                         |                                                              | Lost Art                          |           |
| Gustave Courbet           | Mädchen mit Ziege                                                                    |                                         |                                                              | StA                               |           |
| Honoré Daumier            | Don Quichote und Sancho Panza                                                        |                                         |                                                              | Lost Art                          |           |
| Eugène Delacroix          | Conversation mauresque sur une terrasse                                              |                                         |                                                              | Lost Art                          |           |
| Otto Dix                  | Dame in der Loge                                                                     | evtl. 1917/18 Unknown: Lady at the Loge |                                                              | Lost Art                          |           |
| Otto Dix                  | Dompteuse                                                                            |                                         |                                                              | Lost Art                          |           |
| Otto Dix                  | Selbstporträt                                                                        | 1932/9                                  |                                                              | StA                               | (Abb.)    |
| Conrad Felixmüller        | Paar in Landschaft                                                                   |                                         |                                                              | Lost Art                          |           |
| Erich Fraaß               | Mutter und Kind                                                                      |                                         |                                                              | Lost Art                          |           |
| Bonaventura Genelli       | Männlicher Akt                                                                       |                                         |                                                              | Lost Art                          |           |
| Ludwig Godenschweg        | Männliches Bildnis                                                                   |                                         |                                                              | Lost Art                          |           |
| Ludwig Godenschweg        | Weiblicher Akt                                                                       |                                         |                                                              | Lost Art                          |           |
| Ludwig Godenschweg        | Porträt Rainer Hoppe                                                                 |                                         |                                                              | Lost Art                          |           |
| Otto Griebel              | Die Verschleierte                                                                    |                                         |                                                              | Lost Art                          |           |
| Otto Griebel              | Kind am Tisch                                                                        |                                         |                                                              | Lost Art                          |           |
| Ernst Ludwig Kirchner     | Melancholisches Mädchen                                                              |                                         |                                                              | StA                               |           |
| Max Klinger               | Sommertag (nach einem Gemälde von Böcklin)                                           |                                         |                                                              | Lost Art 522265                   |           |
| Bernhard Kretzschmar      | Straßenbahn                                                                          |                                         |                                                              | Lost Art                          |           |
| Wilhelm Lachnit           | Mädchen am Tisch                                                                     |                                         |                                                              | Lost Art                          |           |
| Wilhelm Lachnit           | Mann und Frau am Fenster                                                             |                                         |                                                              | Lost Art                          |           |
| Franz Lenk                | Landschaft bei Regen                                                                 |                                         |                                                              | Lost Art 522268                   |           |
| Franz Lenk                | Burg Gössweinstein                                                                   |                                         |                                                              | Lost Art 522267                   |           |
| Max Liebermann            | Zwei Reiter am Strand                                                                | 1930                                    | 1954 Kunsthalle Bremen, 1960 Berlin, Recklinghausen und Wien | StA Augsburg und Lost Art         |           |
| Franz Marc                | Pferde in Landschaft                                                                 |                                         |                                                              | StA                               |           |
| Fritz Maskos              | Sinnende Frau                                                                        |                                         |                                                              | Lost Art                          |           |
| Henri Matisse             | Sitzende Frau / In einem Sessel sitzende Frau                                        |                                         |                                                              | StA und Lost Art                  |           |
| Ernst Wilhelm Nay         | Ostseefischer und Boote am Strand                                                    |                                         |                                                              | Lost Art 478554                   |           |
| Auguste Renoir            | Portrait de jeune fille                                                              |                                         |                                                              | Lost Art 478553                   |           |
| Auguste Rodin             | Etude de femme nue debout, les bras relevés, les mains croisées au-dessus de la tête |                                         |                                                              | Lost Art                          |           |
| Théodore Rousseau         | Vue de la vallée de la Seine                                                         |                                         |                                                              | Lost Art                          |           |
| Carl Spitzweg             | Das Klavierspiel                                                                     |                                         |                                                              | StA und Lost Art                  |           |
| Henri de Toulouse-Lautrec | Les Vieilles Histoires                                                               |                                         |                                                              | Lost Art 522266                   |           |
| Henri de Toulouse-Lautrec | Divan Japonais                                                                       |                                         |                                                              | Lost Art 478555                   |           |
| Christoph Voll            | Mönch                                                                                |                                         |                                                              | Lost Art                          |           |
| Christoph Voll            | Sprengmeister Hantsch                                                                | 1977/22                                 |                                                              | Lost Art                          |           |
|                           | Stillleben mit Federvieh                                                             |                                         |                                                              | Lost Art 5222704                  |           |

- eine Farblithographie mit einem Frauenporträt von Otto Dix (StA)